# Olympus E-5
La Olympus E-5 (a veces también conocida como Olympus E5) es una cámara réflex digital de 12 megapíxeles del fabricante Olympus. 
Fue presentada en 2010 como relevo de la anterior Olympus E-3, convirtiéndose así en el "buque insignia" de la marca, es decir, la cámara fotográfica de construcción robusta y prestaciones profesionales. Aunque de aspecto externo es muy parecida a la E-3, presenta algunos avances importantes.
Sin embargo, la E-5 fue la última cámara del sistema Cuatro Tercios. A fecha de junio de 2016, no se prevé la fabricación de nuevos modelos de cámaras ni de objetivos, y Cuatro Tercios se puede considerar un sistema abandonado.
Los principales fabricantes (Olympus y Panasonic) fueron apartando silenciosamente el sistema desde 2009, en favor del Micro Cuatro Tercios. Este hecho fue particularmente evidente desde la presentación en 2013 de la cámara E-M1 de Olympus, ya que se había especulado previamente que podría ser un nuevo modelo para Cuatro Tercios, pero finalmente fue una cámara Micro Cuatro Tercios.

## Características
Las características y novedades más importantes de esta cámara son:
- Construcción robusta, con chasis de magnesio y sellado contra salpicaduras de agua y polvo
- Vida media del obturador de 150.000 fotos (según pruebas del fabricante)
- Sistema autofoco con 11 sensores de cruz
- Pantalla de visión muy mejorada respecto a modelos anteriores, 3, 920.000 píxeles
- Pantalla de visión directa tipo "live view", con zona ampliada para ayuda en el enfoque
- Botones de configuración personalizada
- Sensibilidad máxima elevada a 6400 ISO (en modelos anteriores era 3200)
- Mejora en la reducción de ruido a sensibilidades ISO altas
- Sensor electrónico de nivel, mostrado en pantalla y en visor óptico (novedad)
- Ranura para tarjetas CF y SD (novedad)
- Diez "filtros de arte" para fotografía creativa
- Reconocimiento de caras
- Modo de vídeo (720 Pixel, 30 fps), novedad respecto a modelos anteriores